# Autographa obscura
Autographa obscura är en fjärilsart som beskrevs av Charles Oberthür 1884. Autographa obscura ingår i släktet Autographa och familjen nattflyn. Inga underarter finns listade i Catalogue of Life.